# Гарет Саутгейт
Гарет Саутгейт, або Ґарет Саутґейт (англ. Gareth Southgate, * 3 вересня 1970, Вотфорд) — англійський футболіст, захисник. Після завершення ігрової кар'єри — футбольний тренер. З 2016 по 2024 рік очолював тренерський штаб національної збірної Англії.
Як гравець відомий виступами за клуби «Крістал Пелес», «Астон Вілла» та «Мідлсбро», а також національну збірну Англії. Дворазовий володар Кубка англійської ліги.

## Клубна кар'єра
У дорослому футболі дебютував 1989 року виступами за команду клубу «Крістал Пелес», у якій провів шість сезонів, узявши участь у 152 матчах чемпіонату. Більшість часу, проведеного у складі «Крістал Пелес», був основним гравцем захисту команди.
Своєю грою за цю команду привернув увагу представників тренерського штабу клубу «Астон Вілла», до складу якого приєднався 1995 року. Відіграв за команду з Бірмінгема наступні шість сезонів своєї ігрової кар'єри. Граючи у складі «Астон Вілли», також здебільшого виходив на поле в основному складі команди.
2001 року перейшов до клубу «Мідлсбро», за який відіграв 5 сезонів. Тренерським штабом нового клубу також розглядався як гравець «основи». За цей час виборов титул володаря Кубка англійської ліги. Завершив професійну кар'єру футболіста виступами за команду «Мідлсбро» у 2006 році.

## Виступи за збірну
1996 року дебютував в офіційних матчах у складі національної збірної Англії. Упродовж кар'єри у національній команді, яка тривала 8 років, провів у формі головної команди країни 57 матчів, забивши 2 голи.
У складі збірної був учасником чемпіонату Європи 1996 року в Англії, на якому команда здобула бронзові нагороди, чемпіонату світу 1998 року у Франції, чемпіонату Європи 2000 року у Бельгії та Нідерландах, а також чемпіонату світу 2002 року в Японії і Південній Кореї.

## Кар'єра тренера
Розпочав тренерську кар'єру відразу ж після завершення кар'єри гравця, 2006 року, очоливши тренерський штаб клубу «Мідлсбро». 21 жовтня 2009 року Саутгейт досить несподівано — його команда йшла в лідерах Чемпіоншіпа — був відправлений у відставку.
У серпні 2013 року очолив молодіжну збірну Англії, яку вивів на молодіжне Євро-2015. На турнірі команда посіла останнє місце в групі, проте Гарет продовжив роботу зі збірною.
Наприкінці вересня 2016 року став виконувачем обов'язків головного тренера національної збірної Англії після скандальної відставки Сема Еллардайса. Провів у статусі тимчасового тренера збірної чотири гри, після чого 30 листопада 2017 року уклав повноцінний чотирирічний контракт як головний тренер національної збірної. Під його керівництвом англійська збірна успішно подолала кваліфікацію на ЧС-2018 і розпочала підготовку до фінальної частини чемпіонату світу 2018 року.
| Дата       | Місто         | Господарі   | Результат               | Гості                | Турнір                | Голи | Примітки |
| ---------- | ------------- | ----------- | ----------------------- | -------------------- | --------------------- | ---- | -------- |
| 12-12-1995 | Лондон        | Англія      | 1 – 1                   | Португалія           | товариський матч      | -    | 79'      |
| 27-3-1996  | Лондон        | Англія      | 1 – 0                   | Болгарія             | товариський матч      | -    |          |
| 18-5-1996  | Лондон        | Англія      | 3 – 0                   | Угорщина             | товариський матч      | -    | 12'      |
| 23-5-1996  | Пекін         | КНР         | 0 – 3                   | Англія               | товариський матч      | -    |          |
| 8-6-1996   | Лондон        | Англія      | 1 – 1                   | Швейцарія            | ЧЄ 1996 - 1-й етап    | -    |          |
| 15-6-1996  | Лондон        | Англія      | 2 – 0                   | Шотландія            | ЧЄ 1996 - 1-й етап    | -    |          |
| 18-6-1996  | Лондон        | Англія      | 4 – 1                   | Нідерланди           | ЧЄ 1996 - 1-й етап    | -    | 90'      |
| 22-6-1996  | Лондон        | Англія      | 0 – 0 д.ч. (4-2 п.п.)   | Іспанія              | ЧЄ 1996 - чвертьфінал | -    |          |
| 26-6-1996  | Лондон        | Німеччина   | 0 – 0 д.ч. (7 - 6 п.п.) | Англія               | ЧЄ 1996 - півфінал    | -    |          |
| 1-9-1996   | Кишинів       | Молдова     | 0 – 3                   | Англія               | Відбір до ЧС 1998     | -    |          |
| 9-10-1996  | Лондон        | Англія      | 2 – 1                   | Польща               | Відбір до ЧС 1998     | -    | 62'      |
| 9-11-1996  | Тбілісі       | Грузія      | 0 – 2                   | Англія               | Відбір до ЧС 1998     | -    |          |
| 29-3-1997  | Лондон        | Англія      | 2 – 0                   | Мексика              | товариський матч      | -    |          |
| 30-4-1997  | Лондон        | Англія      | 2 – 0                   | Грузія               | Відбір до ЧС 1998     | -    | 87'      |
| 24-5-1997  | Манчестер     | Англія      | 2 – 1                   | ПАР                  | товариський матч      | -    |          |
| 31-5-1997  | Хожув         | Польща      | 0 – 2                   | Англія               | Відбір до ЧС 1998     | -    |          |
| 4-6-1997   | Нант          | Італія      | 0 – 2                   | Англія               | товариський матч      | -    |          |
| 7-6-1997   | Монпельє      | Франція     | 0 – 1                   | Англія               | товариський матч      | -    |          |
| 10-6-1997  | Париж         | Англія      | 0 – 1                   | Бразилія             | товариський матч      | -    |          |
| 10-9-1997  | Лондон        | Англія      | 4 – 0                   | Молдова              | Відбір до ЧС 1998     | -    |          |
| 11-10-1997 | Рим           | Італія      | 0 – 0                   | Англія               | Відбір до ЧС 1998     | -    | 85'      |
| 15-11-1997 | Лондон        | Англія      | 2 – 0                   | Камерун              | товариський матч      | -    | 38'      |
| 25-3-1998  | Берн          | Швейцарія   | 1 – 1                   | Англія               | товариський матч      | -    |          |
| 23-5-1998  | Лондон        | Англія      | 0 – 0                   | Саудівська Аравія    | товариський матч      | -    |          |
| 27-5-1998  | Касабланка    | Марокко     | 0 – 1                   | Англія               | товариський матч      | -    |          |
| 15-6-1998  | Марсель       | Англія      | 2 – 0                   | Туніс                | ЧС 1998 - 1-й етап    | -    |          |
| 30-6-1998  | Сент-Етьєн    | Аргентина   | 2 – 2 д.ч. (6 - 5 п.п.) | Англія               | ЧС 1998 - 1/8 фіналу  | -    | 71'      |
| 5-9-1998   | Стокгольм     | Швеція      | 2 – 1                   | Англія               | Відбір до ЧЄ 2000     | -    |          |
| 10-10-1998 | Лондон        | Англія      | 0 – 0                   | Болгарія             | Відбір до ЧЄ 2000     | -    |          |
| 14-10-1998 | Люксембург    | Люксембург  | 0 – 3                   | Англія               | Відбір до ЧЄ 2000     | 1    |          |
| 9-6-1999   | Софія (місто) | Болгарія    | 1 – 1                   | Англія               | Відбір до ЧЄ 2000     | -    | 19'      |
| 10-10-1999 | Сандерленд    | Англія      | 2 – 1                   | Бельгія              | товариський матч      | -    |          |
| 17-11-1999 | Лондон        | Англія      | 0 – 1                   | Шотландія            | Відбір до ЧЄ 2000     | -    |          |
| 23-2-2000  | Лондон        | Англія      | 0 – 0                   | Аргентина            | товариський матч      | -    |          |
| 31-5-2000  | Лондон        | Англія      | 2 – 0                   | Україна              | товариський матч      | -    |          |
| 3-6-2000   | Та-Калі       | Мальта      | 1 – 2                   | Англія               | товариський матч      | -    | 57'      |
| 20-6-2000  | Шарлеруа      | Румунія     | 3 – 2                   | Англія               | ЧЄ 2000 - 1-й етап    | -    | 81'      |
| 2-9-2000   | Сен-Дені      | Франція     | 1 – 1                   | Англія               | товариський матч      | -    | 46'      |
| 7-10-2000  | Лондон        | Англія      | 0 – 1                   | Німеччина            | Відбір до ЧС 2002     | -    |          |
| 11-10-2000 | Гельсінкі     | Фінляндія   | 0 – 0                   | Англія               | Відбір до ЧС 2002     | -    |          |
| 15-11-2000 | Турин         | Італія      | 1 – 0                   | Англія               | товариський матч      | -    |          |
| 25-5-2001  | Дербі         | Англія      | 4 – 0                   | Мексика              | товариський матч      | -    | 46'      |
| 15-8-2001  | Лондон        | Англія      | 0 – 2                   | Нідерланди           | товариський матч      | -    | 46'      |
| 10-11-2001 | Манчестер     | Англія      | 1 – 1                   | Швеція               | товариський матч      | -    |          |
| 13-2-2002  | Амстердам     | Нідерланди  | 1 – 1                   | Англія               | товариський матч      | -    | 46'      |
| 27-3-2002  | Лідс          | Англія      | 1 – 2                   | Італія               | товариський матч      | -    | 46'      |
| 17-4-2002  | Ліверпуль     | Англія      | 4 – 0                   | Парагвай             | товариський матч      | -    | 68'      |
| 21-5-2002  | Согвіпхо      | Англія      | 1 – 1                   | Південна Корея       | товариський матч      | -    | 46'      |
| 26-5-2002  | Кобе          | Англія      | 2 – 2                   | Камерун              | товариський матч      | -    | 46'      |
| 7-9-2002   | Бірмінгем     | Англія      | 1 – 1                   | Португалія           | товариський матч      | -    |          |
| 12-10-2002 | Братислава    | Словаччина  | 1 – 2                   | Англія               | Відбір до ЧЄ 2004     | -    |          |
| 29-3-2003  | Вадуц         | Ліхтенштейн | 0 – 2                   | Англія               | Відбір до ЧЄ 2004     | -    |          |
| 22-5-2003  | Дурбан        | ПАР         | 1 – 2                   | Англія               | товариський матч      | 1    |          |
| 3-6-2003   | Лестер        | Англія      | 2 – 1                   | Сербія та Чорногорія | товариський матч      | -    | 46'      |
| 11-6-2003  | Мідлсбро      | Англія      | 2 – 1                   | Словаччина           | Відбір до ЧЄ 2004     | -    |          |
| 18-2-2004  | Фару          | Португалія  | 1 – 1                   | Англія               | товариський матч      | -    |          |
| 31-3-2004  | Гетеборг      | Швеція      | 1 – 0                   | Англія               | товариський матч      | -    | 46'      |
| Усього     |               | Матчів      | 57                      |                      | Голів                 | 2    |          |

## Особисте життя
Саутгейт одружився з Елісон Берд у липні 1997 року в церкві Святого Миколая в Уорті; у пари двоє дітей. Саутгейт і його родина проживали в курортному містечку Гаррогейт, Північний Йоркшир, з початку 2000-х років, володіючи багатьма будинками в місті та його околицях, включаючи величний вікторіанський особняк в маєтку Герцогство, перш ніж оселитися в заміському будинку вартістю 3,75 мільйона фунтів стерлінгів в 13 кілометрах від центру міста.
Саутгейт був призначений офіцером Ордену Британської імперії (OBE) у 2019 році на честь Нового року за заслуги в галузі футболу.
13 листопада 2019 року Саутгейт був названий почесним йоркширцем організацією Welcome to Yorkshire. Ця нагорода вручається «натхненним особистостям, які зробили значний внесок у Йоркшир, незважаючи на те, що народилися за межами графства».
У квітні 2020 року, під час пандемії COVID-19, Саутгейт погодився на скорочення зарплати на 30 відсотків.
У грудні 2024 року Саутгейт був посвячений у лицарі-бакалаври в 2025 році на честь Нового року.

## У популярній культурі
Під час чемпіонату світу перед чвертьфіналом між Англією та Швецією учасниця Atomic Kitten Наташа Гамільтон поділилася у Twitter відео, на якому вона співає альтернативний текст. 3 липня 2021 року Гамільтон та її колега Ліз Макларнон повернулися, щоб виконати пісню з переробленим текстом, включаючи існуючі альтернативні варіанти, перед тим як підспівувати вболівальникам Англії на вечірці у Boxpark в Кройдоні під час чвертьфіналу Євро-2020 між Англією та Україною. 6 липня 2021 року, за день до півфіналу між збірними Англії та Данії, група випустила офіційну повноформатну версію адаптованої пісні під назвою «Southgate You’re The One (Football’s Coming Home Again)» на лейблі Columbia Records UK. Учасниця Дженні Фрост вперше з 2008 року приєдналася до групи для запису реміксу/перезапису.

## Досягнення
- Володар Кубка англійської ліги:

«Астон Вілла»: 1995-96
«Мідлсбро»: 2003-04
- Віце-чемпіон Європи: 2020